# 22-га авіаційна база (Польща)
22-га база тактичної авіації імені бригадного генерала Станіслава Скальського (пол. 22. Baza Lotnictwa Taktycznego  im. gen. bryg. pil. Stanisława Skalskiego) — складова ВПС Польщі.
Розташована у гміні Старе Поле Поморського воєводства на півночі країни. Тут базується ескадрилья 1-го винищувального авіакрила, озброєна літаками МіГ-29. Командувач — полковник Маріуш Вйончковський.

## Історія
Аеродром поблизу Кенігсдорфа вже існував станом на березень 1929 року.
22-авіаційна база є спадкоємицею 41-го винищувального авіаполку (1952—1999) на літаках МіГ-15 і МіГ-17 (переозброєний на МіГ-21 у 1964), тут розташовувався штаб 9-ї винищувальної (згодом — 4-ї винищувально-бомбардувальної) авіаційної дивізії.

## Сучасність
22-га база використовується авіацією НАТО як майданчик для захисту повітряного простору балтійських держав, різного роду спільних навчань та перехоплень російських літаків.
Наприкінці 2023-го авіабаза отримала усі МіГ-29, що дислокувалися на Мінськ-Мазовецькому аеродромі.